# Malea (chi ốc biển)
Malea là một chi larg ốc biển, là động vật thân mềm chân bụng sống ở biển thuộc họ Tonnidae.

## Các loài
Các loài thuộc chi Malea bao gồm:
- Malea pomum (Linnaeus, 1758)[2]
- Malea ringens (Swainson, 1822)[3]

Các loài được đưa vào đồng nghĩa
- Malea crassilabris Valenciennes, 1832: đồng nghĩa của Malea ringens (Swainson, 1822)
- Malea crassilabrum Sowerby, 1842: đồng nghĩa của Malea ringens (Swainson, 1822)
- Malea latilabris Valenciennes, 1832: đồng nghĩa của Malea ringens (Swainson, 1822)
- Malea noronhensis Kempf & Matthews, 1969: đồng nghĩa của Malea pomum (Linnaeus, 1758)
- Malea pommum (Linnaeus, 1758): đồng nghĩa của Malea pomum (Linnaeus, 1758)